# Mesosa sinica
Mesosa sinica là một loài bọ cánh cứng trong họ Cerambycidae.